# Teodora Alexandrova
Pour les articles homonymes, voir Alexandrova.
Teodora Alexandrova, en bulgare Теодора Александрова, née le 24 septembre 1981 à Sofia, est une gymnaste (de gymnastique rythmique) bulgare atypique de par sa rapidité, bien que d'une souplesse moins grande que celle d'une gymnaste habituelle. 

Deux performances aux championnats du monde d'Osaka en 1999:
- Exercice au ballon
- Exercice au cerceau